# Electric Ladyland
Albums de The Jimi Hendrix Experience
Smash Hits
(1968) Band of Gypsys
(1970)
Electric Ladyland est le troisième et dernier album studio du groupe de rock The Jimi Hendrix Experience, sorti en 1968. C’est le dernier album enregistré en studio et produit par Jimi Hendrix. Il a été diffusé initialement sous la forme d’un double LP.
Outre Dave Mason, il collabore avec de nombreux musiciens qui ne faisaient pas partie de son trio habituel : Chris Wood et Steve Winwood (du groupe Traffic), Jack Casady (Jefferson Airplane), Buddy Miles et Al Kooper (qui a joué avec Bob Dylan).
L'album a été 1er du Billboard 200 aux États-Unis et 6e du UK Albums Chart au Royaume-Uni. En France, l'album s'est classé deuxième des meilleures ventes d'albums en 1968, se vendant à 277 700 exemplaires, et fut certifié disque d'or en 1996 pour 100 000 exemplaires vendus.
En 2003, le magazine Rolling Stone le place en 54e position de son classement des 500 plus grands albums de tous les temps, et en 55e position de son classement 2012. Il est également cité dans l'ouvrage de référence de Robert Dimery Les 1001 albums qu'il faut avoir écoutés dans sa vie ainsi que dans un très grand nombre d'autres listes.
En 1999, il reçoit le Grammy Hall of Fame Award.

## Historique

### Enregistrement
Les sessions d'enregistrement pour le troisième et dernier album studio du Jimi Hendrix Experience, Electric Ladyland, ont débuté aux nouveaux studios Record Plant, avec Chas Chandler en tant que producteur et les ingénieurs Eddie Kramer et Gary Kellgren. Au fur et à mesure que l'enregistrement progresse, Chandler devient de plus en plus frustré par le perfectionnisme de Hendrix et ses exigences pour des prises répétées. La pochette de l'album indique que celui-ci est « produit et réalisée par Jimi Hendrix ». C'est le seul album du groupe à être entièrement mixé en stéréo.
Hendrix a permis à de nombreux amis et invités de se joindre à eux dans le studio, ce qui a contribué à un environnement chaotique et bondé dans la salle de contrôle et a conduit Chandler à rompre sa relation professionnelle avec Hendrix.

« Il y avait trop de monde dans le studio, tu ne pouvais pas bouger. C'était une fête, pas une session. »

— Noel Redding
Redding, qui avait formé son propre groupe à la mi-1968, Fat Mattress, a eu de plus en plus de mal à honorer ses engagements avec l'Expérience, de sorte que Hendrix a joué beaucoup de pièces de basse sur l'album. Aux problèmes relationnels entre Hendrix et Noel Redding s'ajoutaient leurs évolutions musicales divergentes.
Pendant les sessions d'enregistrement de l'album, Hendrix a commencé à expérimenter en invitant d'autres musiciens comme Jack Casady de Jefferson Airplane ou Steve Winwood de Traffic, qui ont assuré la basse et l'orgue respectivement sur les quinze minutes du blues improvisé Voodoo Chile. Au cours de la production de l'album, Hendrix a participé à une session improvisée avec B.B. King, Al Kooper et Elvin Bishop.
Le perfectionnisme en studio de Hendrix était légendaire – lui et Mitch Mitchell enregistrèrent plus de 50 prises de Gypsy Eyes sur trois sessions et plus d’une vingtaine pour l’accompagnement à la guitare de Dave Mason sur All Along the Watchtower. Hendrix, généralement peu sûr de sa voix, enregistrait souvent ses parties de chant derrière des écrans de studio. Hendrix a chanté tous les chœurs lui-même sur Long Hot Summer Night. Il disait être très content de son chant sur Have You Ever Been (To Electric Ladyland).
Electric Ladyland sort en octobre 1968, et à la mi-novembre, il atteint la première place des ventes aux États-Unis, et y reste deux semaines. Le double-album est le plus grand succès commercial du groupe et son seul album numéro un, alors qu’il atteint la sixième place au Royaume-Uni, passant 12 semaines dans les classements.

### Parution et réception
Electric Ladyland est sorti aux États-Unis le 16 octobre 1968. C'est un « album psychédélique à succès », écrivit plus tard Richie Unterberger, et à la mi-novembre, il atteint la première place aux États-Unis, passant deux semaines au sommet du classement. Le double album est la meilleure vente commerciale de l'Experience et le seul album numéro un de Hendrix. Au Royaume-Uni, il atteint la sixième place et est resté classé pendant 12 semaines.
Simultanément à Electric Ladyland, Track Record a sorti un 33 tours contenant les faces 4 et 2 (voir la rubrique Liste des chansons) dénommé Electric Jimi Hendrix. Il était réservé à la vente par correspondance pour les abonnés du « The Audio Club Of Great Britain ». Il a été vendu à quelques centaines d'exemplaires puis retiré de la vente à la demande de Jimi.
Electric Ladyland déconcerte les critiques à l'époque de sa sortie ; les critiques ont fait l'éloge de certaines de ses chansons mais ont estimé que l'album manquait de structure et sonnait trop dense. Melody Maker l'a qualifié de « mélangé et confus », à l'exception de All Along the Watchtower, que le magazine a qualifié de chef-d'œuvre. Dans une critique pour Rolling Stone en 1968, Tony Glover a déclaré que les chansons originales de Hendrix semblaient parfois non structurées et a été quelque peu déçu par la « guitare lourde » sur 1983... (A Merman I Should Turn to Be) et la conclusion de science-fiction de House Burning Down. En fin de compte, Glover a apprécié le « flux d'énergie » unifiant les chansons et a décrit Hendrix comme « incroyable », ajoutant qu'Electric Ladyland sert de "regard approfondi sur la tête d'Hendrix, et surtout il semble contenir de très bonnes choses (qui parmi nous est totalement exempt de déchets mentaux ?) ». Robert Christgau était plus enthousiaste dans Stereo Review, le considérant comme une vitrine explosive de « l'innovation récente la plus importante » du rock — l'esthétique « lourde » de la guitare — et « une œuvre en soi intégrée à plus d'un titre ». Il a trouvé la production exceptionnelle – « le meilleur travail de stéréo en soi que je connaisse » – et a été étonnamment impressionné par la qualité des paroles. Alors que la plupart des guitaristes de rock pensaient que l'improvisation était une entreprise simple, Christgau a déclaré que « Hendrix obtient des effets uniques, des effets que vous n'obtiendrez jamais de Kenny Burrell », citant Voodoo Chile comme exemple. Il a ensuite désigné Electric Ladyland comme le cinquième meilleur album de 1968 lors de son vote pour le sondage des critiques du magazine Jazz & Pop.

#### Réévaluation
Avec le temps, la réputation critique d'Electric Ladyland s'est considérablement améliorée, l'auteur et musicologue John Perry le décrivant comme « l'un des plus grands doubles-albums du rock ». Selon l'auteur Michael Heatley, « la plupart des critiques s'accordent » pour dire que l'album était « l’œuvre la plus aboutie et la plus ambitieuse de Jimi » ; Le rédacteur en chef de Guitar World, Noe Goldwasser, l'a désigné comme sa plus grande œuvre. Le disque a également été considéré comme un album essentiel de hard rock dans le livre de Tom Larson de 2004, History of Rock and Roll, et le critique de Clash, Robin Murray, le considérait comme un « vrai classique de l'ère du rock psychédélique ». Dans une revue rétrospective de Blender, Christgau a écrit qu'il s'agissait de l'œuvre définitive de la musique psychédélique, décrivant le disque comme « une utopie auditive qui accueille à la fois des conflits enracinés et des aspirations spirituelles douces et vagues, maintenues ensemble par un maître musicien ». De l'avis de Charlotte Greig, tout comme Are You Experienced, Electric Ladyland était « révolutionnaire, présentant au public un style de rock psychédélique enraciné dans le blues ». Le critique du Washington Post, Geoffrey Himes, le qualifie de version exemplaire du développement de la soul progressive de 1968 à 1973. L'auteur Amy Wallace a qualifié l'album de « classique de l'acid rock ».
Electric Ladyland figure sur de nombreuses listes des meilleurs albums, dont 10e sur la liste des 100 plus grands albums rock de tous les temps du magazine Classic Rock et 37e sur les 100 meilleurs albums de tous les temps du Times. Le journaliste musical et auteur Peter Doggett a soutenu qu'il s'agissait très probablement du plus grand album rock de tous les temps en raison de son concept exceptionnel, de ses mélodies astucieuses, de son expérimentation et de sa musicalité habile, qui, selon lui, restent inégalées par aucun autre artiste rock. L'album a été inclus dans « A Basic Record Library » d'enregistrements des années 1950 et 1960, publié dans Christgau's Record Guide: Rock Albums of the Seventies (1981). En 1999, il a été intronisé au Grammy Hall of Fame et en 2000, il a été élu numéro 32 dans la liste All Time Top 1000 Albums de Colin Larkin. En 2003, le magazine Q a nommé Electric Ladyland comme l'un des 100 plus grands albums. Rolling Stone l'a classé 54e dans l'édition 2003 de sa publication « 500 plus grands albums de tous les temps » et 53e dans l'édition 2020.

#### The Making of Electric Ladyland (DVD)
Réalisé par Roger Pomphrey en 1997, ce documentaire d'une heure de la série Classic Album retrace la conception d'Electric Ladyland. Excepté quelques extraits d'interviews d’époque où Hendrix parle de son troisième album, le documentaire est essentiellement constitué des témoignages des principaux acteurs de l’album.
Chas Chandler y livre sa dernière interview avant sa mort, tandis que Noel Redding, dont la présence musicale est discrète sur cet album, est partagé entre admiration et dépit, allant jusqu’à préférer la version originale d’All Along the Watchtower à celle de Hendrix. Les deux hommes se rappellent l’ambiance chaotique des sessions.
Mitch Mitchell revient lui aussi sur les sessions, et sur le désir du groupe de s'adjoindre les services de Steve Winwood. Dave Mason admet être toujours aussi impressionné par l’étendue des capacités musicales de Jimi Hendrix. Buddy Miles raconte les sessions de Rainy Day, Dream Away/Still Raining, Still Dreaming, tout comme Mike Finnigan, qui se souvient n'avoir pas touché un dollar sur cet enregistrement.
Eddie Kramer dissèque certaines sessions piste par piste et glisse même un solo inédit — joué à l’envers — de Have You Ever Been (To Electric Ladyland).

## Caractéristiques artistiques

### Analyse des chansons
Selon le journaliste musical David Stubbs, Electric Ladyland est « sans aucun doute un album rock, quoique ce rock soit sur le point d'évoluer vers autre chose ». John Robinson du magazine Uncut a déclaré que sa musique réconcilie la pop psychédélique des enregistrements précédents d'Hendrix avec le funk agressif qu'il explorera sur ses albums Band of Gypsys (1970) et First Rays of the New Rising Sun (1997, enegistré en 1970). Au cours de son enregistrement, Kramer a expérimenté des techniques de studio innovantes telles que les backmasking (sons à l'envers) et les effets de chorus, d'écho et de flanger, qui, selon Cub Koda d'AllMusic, recontextualisaient les sons psychédéliques et funk d'Hendrix sur l'album.
Electric Ladyland est un échantillon du large éventail de talents musicaux d'Hendrix. Il comprend des exemples de plusieurs genres et styles de musique : le psychédélique Burning of the Midnight Lamp, un single britannique de l'été précédent (1967), le long jam de blues Voodoo Chile, le R&B à la Nouvelle-Orléans d'Earl King. Come On, la production épique en studio de 1983... (A Merman I Should Turn to Be), le message engagé de House Burning Down et la pop anglaise des années 1960 Little Miss Strange de Noel Redding. L'album comprend également une version électrique du classique All Along the Watchtower de Bob Dylan, qui a été bien accueilli par la critique ainsi que par Dylan lui-même, ainsi que Voodoo Child (Slight Return), une chanson incontournable à la fois de radio et de guitare. Holly George-Warren de Rolling Stone a fait l'éloge de Crosstown Traffic pour son riff de guitare hard rock.
All Along the Watchtower est devenu le single le plus vendu du groupe et leur seul succès dans le top 40 américain, atteignant la 20e place ; il atteint la cinquième place au Royaume-Uni. L'album comprend également l'une des utilisations les plus importantes d'Hendrix d'une pédale wah-wah, sur Burning of the Midnight Lamp, qui atteint la dix-huitième place dans les classements britanniques.

### Pochette et disque
Hendrix a laissé des instructions dans une lettre pour la pochette de l'album : il désirait qu'elle reprenne une photo prise par Linda Eastman, représentant le groupe assis avec des enfants devant une sculpture d'Alice au pays des merveilles, dans Central Park et a même dessiné un croquis de référence. Cependant, aucune édition de l'album n'utilise cette photo. Aux États-Unis, Reprise Records l'édite avec une photo floue du visage de Hendrix, aux teintes rouges-jaunes, prise par Karl Ferris lors d'un concert au Saville Theatre à Londres. Cette pochette sera par la suite reprise pour les rééditions de l'album.
Au Royaume-Uni, Track Records utilise une photo de David Montgomery représentant dix-neuf femmes nues allongées devant un fond noir, certaines tenant dans leurs mains les précédents albums de l'Experience. Jimi Hendrix est mécontent de la pochette de l'édition britannique, bien qu'il y avait pensé avant de se décider pour la photo à Central Park (ce qu'il révèlera plus tard au magazine Rolling Stone). Hendrix était également mécontent des pochettes des albums précédents — il trouve irrespectueuse celle de Axis: Bold as Love. La pochette de l'édition britannique est censurée chez certains disquaires car considérée pornographique.
En France et dans les pays du Benelux, c'est le label Barclay qui publie les enregistrements de Jimi Hendrix. La pochette de l'album est d'abord une photo prise par Alain Dister représentant la main de Jimi Hendrix pointant un doigt vers une photo de son visage le tout sur fond noir et comporte aussi en pochette intérieure des photos de Jean-Pierre Leloir et Donald Silverstein. La réédition de 1975 s'inscrit dans une série de pochettes dessinées par les membres du magazine Pilote et utilise un dessin de Philippe Druillet représentant Hendrix sur fond blanc.
En 2018, la photo de Linda Eastman est enfin utilisée pour le coffret des 50 ans de l'album.

## Fiche technique

### Liste des chansons
Toutes les chansons sont écrites et composées par Jimi Hendrix, sauf mention contraire.
| 1. | ...And the Gods Made Love                 |  |  | 1:21  |
| 2. | Have You Ever Been (To Electric Ladyland) |  |  | 2:11  |
| 3. | Crosstown Traffic                         |  |  | 2:26  |
| 4. | Voodoo Chile                              |  |  | 15:00 |

| 5. | Little Miss Strange          | Noel Redding |  | 2:52 |
| 6. | Long Hot Summer Night        |              |  | 3:27 |
| 7. | Come On (Part 1)             | Earl King    |  | 4:09 |
| 8. | Gypsy Eyes                   |              |  | 3:43 |
| 9. | Burning of the Midnight Lamp |              |  | 3:39 |

| 10. | Rainy Day, Dream Away                    |  |                                             | 3:42  |
| 11. | 1983... (A Merman I Should Turn to Be)   |  | Durée indiquée 3:05 sur certaines éditions  | 13:39 |
| 12. | Moon, Turn the Tides… Gently Gently Away |  | Durée indiquée 11:35 sur certaines éditions | 1:01  |

| 13. | Still Raining, Still Dreaming |                                     |  | 4:25 |
| 14. | House Burning Down            |                                     |  | 4:33 |
| 15. | All Along the Watchtower      | Bob Dylan, arrangement Jimi Hendrix |  | 4:00 |
| 16. | Voodoo Child (Slight Return)  |                                     |  | 5:13 |

### Musiciens
The Jimi Hendrix Experience
- Jimi Hendrix : guitare, chant, basse, claviers, kazoo, percussions
- Mitch Mitchell : batterie, percussions
- Noel Redding : basse, chant et guitare acoustique sur Little Miss Strange

Autres musiciens
- Jack Casady : basse sur Voodoo Chile
- Steve Winwood : orgue Hammond sur Voodoo Chile
- Al Kooper : piano sur Long Hot Summer Night
- The Sweet Inspirations : chœurs sur Burning of the Midnight Lamp
- Mike Finnigan : orgue Hammond sur Rainy Day, Dream Away et Still Raining, Still Dreaming
- Buddy Miles : batterie sur Rainy Day, Dream Away et Still Raining, Still Dreaming
- Larry Faucette : congas sur Rainy Day, Dream Away et Still Raining, Still Dreaming
- Fred Smith : saxophone ténor sur Rainy Day, Dream Away
- Chris Wood : flûte sur 1983... (A Merman I Should Turn to Be)
- Dave Mason : guitare acoustique sur All Along The Watchtower, chœurs sur Crosstown Traffic

### Production
- Jimi Hendrix : producteur, arrangements et mixage
- Gary Kellgren, Glen Kolotkin, Eddie Kramer : ingénieurs du son
- Ed Thrasher, Vartan : direction artistique
- David King, Rob O'Connor, Karl Ferris : design

### Classements et certifications
| Pays                    | Durée du classement | Meilleur classement |
| ----------------------- | ------------------- | ------------------- |
| Allemagne               | 6 semaines          | 12e                 |
| Belgique francophone    | 3 semaines          | 75e                 |
| Belgique néerlandophone | 1 semaine           | 85e                 |
| Canada                  | 20 semaines         | 1er                 |
| États-Unis              | 40 semaines         | 1er                 |
| France                  | 55 semaines         | 2e                  |
| Norvège                 | 3 semaines          | 13e                 |
| Pays-Bas                | 4 semaines          | 75e                 |
| Royaume-Uni             | 17 semaines         | 6e                  |
| Suède                   | 1 semaine           | 58e                 |

| Pays        | Certification | Ventes      | Date            |
| ----------- | ------------- | ----------- | --------------- |
| États-Unis  | 2 × Platine   | 2 000 000 + | 16 juin 1998    |
| France      | Or            | 100 000 +   | 14 mars 1979    |
| Royaume-Uni | Or            | 100 000 +   | 22 juillet 2013 |

| Année | Single                       | Chart             | Durée du classement | Position |
| ----- | ---------------------------- | ----------------- | ------------------- | -------- |
| 1967  | Burning of the Midnight Lamp | Single Top 100    | 2 semaines          | 27e      |
| 1967  | Burning of the Midnight Lamp | Top 100           | 5 semaines          | 41e      |
| 1967  | Burning of the Midnight Lamp | Mega Top 50       | 2 semaines          | 20e      |
| 1967  | Burning of the Midnight Lamp | UK Singles Chart  | 9 semaines          | 18e      |
| 1968  | All Along the Watchtower     | Hot 100           | 9 semaines          | 20e      |
| 1968  | All Along the Watchtower     | Single Top 100    | 3 semaines          | 21e      |
| 1968  | All Along the Watchtower     | Ö3 Austria Top 40 | 4 semaines          | 17e      |
| 1968  | All Along the Watchtower     | RPM Top Singles   | 9 semaines          | 15e      |
| 1968  | All Along the Watchtower     | Top 100           | 5 semaines          | 82e      |
| 1968  | All Along the Watchtower     | Mega Top 50       | 6 semaines          | 9e       |
| 1968  | All Along the Watchtower     | UK Singles Chart  | 12 semaines         | 5e       |
| 1968  | Crosstown Traffic            | Hot 100           | 8 semaines          | 52e      |
| 1968  | Crosstown Traffic            | RPM Top Singles   | 4 semaines          | 45e      |
| 1969  | Crosstown Traffic            | Single Top 100    | 1 semaine           | 34e      |
| 1969  | Crosstown Traffic            | UK Singles Chart  | 3 semaines          | 37e      |
| 1990  | Crosstown Traffic            | Mega Top 50       | 7 semaines          | 48e      |
| 1970  | Voodoo Child                 | Single Top 100    | 7 semaine           | 24e      |
| 1970  | Voodoo Child                 | Mega Top 50       | 8 semaines          | 4e       |
| 1970  | Voodoo Child                 | UK Singles Chart  | 13 semaines         | 1er      |